# Baccharis martiana
Baccharis martiana là một loài thực vật có hoa trong họ Cúc. Loài này được Colla mô tả khoa học đầu tiên năm 1834.